# Угорск
Угорск (укр. Угорськ) — село в Шумской городской общине Кременецкого района Тернопольской области Украины.
Население по переписи 2001 года составляло 677 человек. Почтовый индекс — 47121. Телефонный код — 3558.

## История
С 1946 по 1991 год село носило название Подгорское.
До 2020 года входило в Шумский район.